# Jamestown (Colorado)
Jamestown es un pueblo ubicado en el condado de Boulder en el estado estadounidense de Colorado. En el año 2000 tenía una población de 205 habitantes y una densidad poblacional de 120,6 personas por km².

## Geografía
Jamestown se encuentra ubicada en las coordenadas 40°6′56″N 105°23′15″O / 40.11556, -105.38750.

## Demografía
Según la Oficina del Censo en 2000 los ingresos medios por hogar en la localidad eran de $67.500, y los ingresos medios por familia eran $73.250. Los hombres tenían unos ingresos medios de $46.042 frente a los $31.875 para las mujeres. La renta per cápita para la localidad era de $29.904. Alrededor del 5,4% de la población estaban por debajo del umbral de pobreza.